# Camilla Martin
Camilla Martin Nygaard (Aarhus, 23 de março de 1974) é uma ex-jogadora de badminton da Dinamarca, medalhista olímpica.

## Carreira
Representou seu país nos Jogos Olímpicos de 1992 a 2004. Conquistou a medalha de prata nos Jogos Olímpicos de Verão de 2000 em Sydney.